# Cristián I de Dinamarca
Cristián I de Dinamarca (Oldemburgo; febrero de 1426- Copenhague; 21 de mayo de 1481), fue rey de Dinamarca desde 1448 hasta 1481. Asimismo, fue rey de Noruega de 1450 a 1481, y de Suecia entre 1457 y 1464, siendo el primer soberano de la Unión de Kalmar, que incluía a los tres reinos nórdicos. También, ostentó los títulos de cortesía de duque de Schleswig y conde, más tarde duque de Holstein durante su mandato. Fue el primero de una larga lista de reyes provenientes de la Casa de Oldemburgo.

## De conde de Oldemburgo a rey de Dinamarca
Cristián I nació en febrero de 1426 en Oldemburgo (Alemania), hijo del conde Teodorico de Oldemburgo y de Eduviges de Holstein. Cuando su padre falleció en 1440, Cristián heredó el título de conde de Oldemburgo y Delmenhorst. Por ese mismo tiempo fue nombrado por su tío Adolfo VIII de Holstein como su sucesor para ocupar el condado de Holstein.
A la muerte de Cristóbal de Baviera en enero de 1448, el trono de Dinamarca quedó vacante, puesto que Cristóbal no había procreado herederos. El consejo real buscó dejar el poder en manos del señor feudal más poderoso del reino, en este caso Adolfo VIII de Holstein. Pero Adolfo rechazó la oferta y recomendó a su sobrino Cristián para ocupar tan alto cargo. Cristián era descendiente lejano de Erico V de Dinamarca.
Cristián fue elegido por el consejo el 1 de septiembre de 1448 y el 28 de octubre de 1449 se coronó en Copenhague. El mismo día de su coronación se comprometió en matrimonio con Dorotea de Brandemburgo, la joven viuda de Cristóbal. Las nupcias se celebraron el 26 de octubre de 1450.

## La rivalidad con Suecia
Después del fallecimiento de Cristóbal de Baviera, la Unión de Kalmar se había desintegrado, principalmente por los pensamientos nacionalistas de los suecos, que eligieron a Karl Knutsson (Carlos VIII de Suecia) como nuevo rey de Suecia. Carlos buscó restablecer la unión, pero esta vez bajo el predominio sueco. En Noruega, el trono quedó vacante y el país se dividió en dos facciones políticas. La facción predominante en el sur eligió a Cristián como nuevo rey en junio de 1449, debido en parte a que era un descendiente lejano de Haakon V. Pero el 20 de octubre de 1449, Carlos de Suecia fue coronado por el arzobispo de Trondheim. Para solucionar el problema, se convocó a un congreso en Halmstad, donde se reunieron el 13 de mayo de 1450 12 consejeros daneses y 12 suecos. Por medio del congreso, Cristián reconoció los derechos de Carlos como rey de Suecia, a condición de que este renunciara a Noruega. También se acordó que el rey que viviera más tiempo gobernaría los tres reinos nórdicos bajo los preceptos de la Unión de Kalmar. El congreso de Halmstad supuso un triunfo para Cristián, pues Carlos fue depuesto del trono noruego en 1450, y Cristián pudo entonces coronarse en Trondheim el 2 de agosto de 1450.

### Rey de la Unión de Kalmar
Pero Cristián no se conformó con lo que había ganado. En 1451 estalló una sangrienta guerra entre Dinamarca y Suecia por motivo de la posesión de Gotland. En 1457, Carlos fue derrocado de Suecia, y los regentes Jöns Bengtsson y Erik Axelsson, partidarios de la Unión de Kalmar, llamaron a Cristián para que ocupase el trono sueco. El monarca danés llegó a Suecia ese mismo año, y el 29 de junio de 1457 fue coronado en Upsala como rey de Suecia, mientras que su hijo Juan fue nombrado heredero.

### Conde de Holstein y duque de Schleswig
En 1459 falleció el conde Adolfo VIII de Holstein, sin haber dejado hijos. Cristián fue elegido entonces en la ciudad de Ribe como nuevo duque de Schleswig y conde de Holstein, el 2 de marzo de 1460. El 5 de marzo expidió el rey los privilegios de Schleswig y Holstein, donde se comprometía a comportarse únicamente como heredero de ambas regiones y no como rey de Dinamarca; es decir, Schleswig y Holstein permanecerían independientes de Dinamarca. Al mismo tiempo se concedió a los habitantes de Schleswig y Holstein el derecho de tener una especie de gobierno provincial independiente de Dinamarca y el derecho de elegir, a la muerte de él, al próximo gobernante de la región. También se asentó en los privilegios que ambas regiones permanecerían unidas por siempre. Lo anterior ha sido interpretado como un error político por parte de Cristián y del Consejo danés: el ducado de Schleswig había sido motivo de pugna entre Holstein y Dinamarca por varios años, y los reyes daneses no habían podido adueñarse nunca por completo del ducado. Al quedar el gobierno de Holstein en manos de un rey danés, se pudo haber aprovechado la situación para incorporar definitivamente Schleswig-Holstein a Dinamarca, pero Cristián se conformó únicamente con una alianza política.

### Pérdida de Suecia
Probablemente Cristián temía perder su dominio en Suecia si se ocupaba de entrar en conflictos en Holstein (como había ocurrido con Erico de Pomerania). Los problemas financieros obligaron a Cristián a cobrar nuevos y elevados impuestos, lo que originó irritación general, en particular en el campesinado de Suecia, donde el rey fue llamado "el devastador del reino". En ese país se produjo una revuelta en 1463, y el arzobispo Jöns Bengtsson, en nombre del rey, condonó el pago de impuestos, motivo necesario para que fuera encarcelado por órdenes de Cristián. La rebelión se generalizó y en 1464 regresó el depuesto rey Carlos VIII a ocupar el trono. Cristián liberó a Jöns Bengtsson en Dinamarca, este regresó a Suecia y consiguió deponer por segunda vez a Carlos, pero en esta ocasión mantuvo el poder en su persona. Después de la muerte del rey Carlos en 1470, Cristián intentó adueñarse por la fuerza de Suecia, pero fue derrotado el 10 de octubre de 1471 por Sten Sture el Viejo.

## Problemas económicos
La guerra contra Suecia hizo improbable una unión, y Cristián se volvió más dependiente de la Liga Hanseática, a la que tuvo que conceder mayores privilegios comerciales en Dinamarca y Noruega, y por otro lado, tuvo que aceptar ayuda económica de Schleswig y Holstein, con intereses muy altos. Una prueba de su grave situación económica fue el hecho de que, en 1469 casó a su hija Margarita con el rey Jacobo III de Escocia y, al no poder otorgar la dote prometida, tuvo que cederle al rey escocés las islas Órcadas y las Shetland, que hasta entonces habían pertenecido a Noruega.
A pesar de la crisis económica, Cristián llevó una vida de dispendio. En 1474 emprendió dos costosos viajes al extranjero. En enero de ese año viajó, con un gran séquito, a Rotemburgo, con el fin de entrevistarse con el emperador Federico III. En abril viajó a Milán y a Roma a entrevistarse con el papa Sixto IV. El otoño de 1474 realizó un segundo viaje para visitar a Carlos de Borgoña y servir de mediador entre este y el emperador, permaneció en Borgoña por varios meses y en 1475 partió hacia los Países Bajos. Cristián siempre mostró fastuosidad y un aparente esplendor de su reino, pero sus viajes no le produjeron grandes beneficios. Su esposa Dorotea, que viajó con él a Roma, consiguió el permiso del papa para establecer una universidad en Copenhague (que se fundaría en 1478 o 1479).
La última acción de Cristián fue dejar los ducados de Schleswig y Holstein en manos de Dorotea, que era mejor administradora que él (en 1474, Holstein había sido elevado a ducado por el emperador). Cristián murió en Copenhague el 21 de mayo de 1481 y fue sepultado en una capilla que él mismo había ordenado construir junto a la Catedral de Roskilde. Hasta su muerte, continuó reclamando su autoridad en Suecia.

## Matrimonio y descendencia
Contrajo matrimonio el 26 de octubre de 1449 con la margravina Dorotea de Brandeburgo. Fruto del matrimonio nacieron:
- Olaf (1450-1451).
- Canuto (1451-1455).
- Juan (1455-1513), rey de Dinamarca, Noruega y Suecia.
- Margarita (1456-1486), casada con Jacobo III de Escocia.
- Federico (1471-1533), rey de Dinamarca y Noruega.

| Predecesor: Cristóbal de Baviera                      | Rey de Dinamarca 1448-1481    | Sucesor: Juan de Dinamarca         |
| Predecesor: Carlos I                                  | Rey de Noruega 1450-1481      | Sucesor: Juan de Dinamarca         |
| Predecesor: Jöns Bengtsson y Erik Axelsson (regentes) | Rey de Suecia 1457-1464       | Sucesor: Kettil Karlsson (regente) |
| Predecesor: Teodorico de Oldemburgo                   | Conde de Oldemburgo 1440-1450 | Sucesor: Gerardo VI de Oldemburgo  |